# Saison 1988-1989 du FC Nantes
Dernière mise à jour : 12 octobre 2014.
Chronologie
Saison précédente Saison suivante
La saison 1988-1989 du FC Nantes est la 46e saison de l'histoire du club nantais. Le club est engagé dans deux compétitions : la Division 1 (26e participation) et la Coupe de France (46e participation).

## Effectif et encadrement

### Transferts
| Nom                        | Nationalité   | Poste     | Modalités      | Provenance/Destination | Division                |
| -------------------------- | ------------- | --------- | -------------- | ---------------------- | ----------------------- |
| Arrivées                   |               |           |                |                        |                         |
| Jean-Claude Milani         | Suisse        | Gardien   |                | Lausanne-Sport         | Nationalliga A (D1)     |
| William Ayache             | France        | Défenseur |                | Olympique de Marseille | Division 1 (D1)         |
| Laurent Guyot              | France        | Défenseur |                | FC Nantes rés.         | Division 3 - Ouest (D3) |
| Boris Diecket              | Côte d'Ivoire | Milieu    |                | FC Tours               | Division 2 - A (D2)     |
| Jean-Jacques Eydelie       | France        | Milieu    | Retour de prêt | FC Tours               | Division 2 - A (D2)     |
| Joël Henry                 | France        | Milieu    |                | SC Toulon-Var          | Division 1 (D1)         |
| Patrice Loko               | France        | Attaquant |                | FC Nantes rés.         | Division 3 - Ouest (D3) |
| Départs                    |               |           |                |                        |                         |
| Jean-Paul Bertrand-Demanes | France        | Gardien   |                | Retraite sportive      |                         |
| Jean-Pierre Bade           | France        | Défenseur |                | RC Strasbourg          | Division 1 (D1)         |
| Michel Der Zakarian        | France        | Défenseur |                | Montpellier PSC        | Division 1 (D1)         |
| Laurent Obry               | France        | Défenseur |                | FC Yonnais             | Division 2 - A (D2)     |
| Philippe Thys              | France        | Défenseur |                | Olympique de Marseille | Division 1 (D1)         |
| Philippe Anziani           | France        | Attaquant |                | Matra Racing           | Division 1 (D1)         |

| Nom        | Nationalité | Poste  | Transfert   | Provenance/Destination | Division        |
| ---------- | ----------- | ------ | ----------- | ---------------------- | --------------- |
| Arrivées   |             |        |             |                        |                 |
| Départs    |             |        |             |                        |                 |
| Michel Rio | France      | Milieu | (septembre) | FC Metz                | Division 1 (D1) |

## Compétitions

### Division 1
| Date                       | Journée | Adversaire               | Lieu | Score | Buteurs du FC Nantes                        | Class. | Affluence |
| -------------------------- | ------- | ------------------------ | ---- | ----- | ------------------------------------------- | ------ | --------- |
| Vendredi 15 juillet 1988   | J01     | AS Monaco FC             | Dom. | 1 - 1 | Youm 44e                                    |        | 17.000    |
| Samedi 23 juillet 1988     | J02     | SM Caen                  | Ext. | 3 - 2 | Johnston 23e, Vercauteren 75e, Robert 85e   |        | 9.200     |
| Mercredi 27 juillet 1988   | J03     | SC Toulon-Var            | Dom. | 0 - 0 | -                                           |        | 14.000    |
| Samedi 30 juillet 1988     | J04     | Paris Saint-Germain FC   | Ext. | 0 - 1 | -                                           |        | 21.981    |
| Samedi 6 août 1988         | J05     | AJ Auxerre               | Dom. | 3 - 2 | Johnston 12e, Robert 73e, Desailly 86e      |        | 13.000    |
| Samedi 13 août 1988        | J06     | Lille OSC                | Ext. | 1 - 0 | Youm 20e                                    |        | 8.130     |
| Mercredi 17 août 1988      | J07     | Toulouse FC              | Dom. | 1 - 2 | Vercauteren 51e                             |        | 18.970    |
| Samedi 20 août 1988        | J08     | Montpellier PSC          | Ext. | 4 - 1 | Youm 44e, Vercauteren 61e, Johnston 67e 80e |        | 13.000    |
| Samedi 27 août 1988        | J09     | AS Saint-Étienne         | Dom. | 1 - 1 | Vercauteren 14e                             |        | 25.000    |
| Samedi 3 septembre 1988    | J10     | FC Sochaux-Montbéliard   | Ext. | 1 - 0 | Vercauteren 19e                             |        | 6.650     |
| Samedi 10 septembre 1988   | J11     | RC Strasbourg            | Dom. | 2 - 2 | Youm 53e, Robert 83e                        |        | 12.000    |
| Samedi 17 septembre 1988   | J12     | Matra Racing             | Ext. | 0 - 2 | -                                           |        | 15.000    |
| Mercredi 21 septembre 1988 | J13     | Olympique de Marseille   | Dom. | 1 - 1 | Eydelie 23e                                 |        | 25.000    |
| Samedi 1er octobre 1988    | J14     | Stade lavallois          | Ext. | 2 - 0 | Johnston 24e 36e                            |        | 9.181     |
| Samedi 8 octobre 1988      | J15     | RC Lens                  | Dom. | 3 - 1 | Vercauteren 74e, Youm 84e, Deschamps 89e    |        | 10.000    |
| Samedi 15 octobre 1988     | J16     | FC Girondins de Bordeaux | Ext. | 0 - 5 | -                                           |        | 23.021    |
| Samedi 29 octobre 1988     | J17     | FC Metz                  | Dom. | 1 - 0 | Henry 17e                                   |        | 11.130    |
| Samedi 5 novembre 1988     | J18     | OGC Nice                 | Ext. | 0 - 1 | -                                           |        | 1.000     |
| Samedi 12 novembre 1988    | J19     | AS Cannes                | Ext. | 2 - 1 | Johnston 43e, Youm 76e                      |        | 6.320     |
| Samedi 26 novembre 1988    | J20     | SM Caen                  | Dom. | 3 - 1 | Bonalair 72e, Youm 76e, Johnston 77e        |        | 9.000     |
| Samedi 3 décembre 1988     | J21     | SC Toulon-Var            | Ext. | 0 - 1 | -                                           |        | 6.540     |
| Samedi 10 décembre 1988    | J22     | Paris Saint-Germain FC   | Dom. | 1 - 1 | Vercauteren 13e                             |        | 20.000    |
| Mercredi 14 décembre 1988  | J23     | AJ Auxerre               | Ext. | 0 - 1 | -                                           |        | 8.000     |
| Samedi 17 décembre 1988    | J24     | Lille OSC                | Dom. | 1 - 0 | Kombouaré 55e                               |        | 10.000    |
| Samedi 4 février 1989      | J25     | Toulouse FC              | Ext. | 2 - 1 | Johnston 32e, Robert 89e                    |        | 15.002    |
| Vendredi 10 février 1989   | J26     | Montpellier PSC          | Dom. | 2 - 1 | Robert 2e, Júlio César 43e (csc)            |        | 8.306     |
| Samedi 18 février 1989     | J27     | AS Saint-Étienne         | Ext. | 1 - 1 | Henry 59e                                   |        | 21.048    |
| Mercredi 22 février 1989   | J28     | FC Sochaux-Montbéliard   | Dom. | 0 - 0 | -                                           |        | 15.056    |
| Samedi 11 mars 1989        | J29     | RC Strasbourg            | Ext. | 0 - 2 | -                                           |        | 7.700     |
| Samedi 18 mars 1989        | J30     | Matra Racing             | Dom. | 1 - 0 | Youm 77e                                    |        | 11.000    |
| Samedi 1er avril 1989      | J32     | Stade lavallois          | Dom. | 1 - 1 | Youm 13e                                    |        | 15.000    |
| Mardi 4 avril 1989         | J31     | Olympique de Marseille   | Ext. | 0 - 1 | -                                           |        | 26.068    |
| Mercredi 12 avril 1989     | J33     | RC Lens                  | Ext. | 0 - 0 | -                                           |        | 3.000     |
| Vendredi 21 avril 1989     | J34     | FC Girondins de Bordeaux | Dom. | 1 - 0 | Vercauteren 72e                             |        | 10.605    |
| Samedi 6 mai 1989          | J35     | FC Metz                  | Ext. | 0 - 0 | -                                           |        | 7.292     |
| Samedi 13 mai 1989         | J36     | OGC Nice                 | Dom. | 0 - 1 | -                                           |        | 7.000     |
| Samedi 20 mai 1989         | J37     | AS Cannes                | Dom. | 1 - 1 | Burruchaga 60e                              |        | 8.500     |
| Mercredi 31 mai 1989       | J38     | AS Monaco FC             | Ext. | 1 - 4 | Burruchaga 67e                              |        | 4.509     |

### Coupe de France
| Date                   | Tour                     | Adversaire     | Niveau | Lieu   | Score | Buteurs du FCN                                                          | Affluence |
| ---------------------- | ------------------------ | -------------- | ------ | ------ | ----- | ----------------------------------------------------------------------- | --------- |
| Samedi 25 février 1989 | 1/32e de finale          | Stade héninois | (D5)   | Neutre | 4 - 0 | Kombouaré 38e, Amisse 66e, Youm 69e 75e                                 | 5.076     |
| Mercredi 22 mars 1989  | 1/16e de finale - aller  | ASC Le Geldar  | (D5)   | Ext.   | 3 - 0 | Eydelie 32e, Youm 58e 77e                                               | 2.524     |
| Mercredi 29 mars 1989  | 1/16e de finale - retour | ASC Le Geldar  | (D5)   | Dom.   | 8 - 0 | Burruchaga 4e, Youm 13e 59e, Robert 17e 63e 67e (pen.), Vercauteren 50e | 4.000     |
| Samedi 8 avril 1989    | 1/8e de finale - aller   | AS Monaco FC   | D1     | Dom.   | 0 - 0 | -                                                                       | 18.000    |
| Samedi 15 avril 1989   | 1/8e de finale - retour  | AS Monaco FC   | D1     | Ext.   | 1 - 2 | Youm 44e                                                                | 4.956     |

## Statistiques

### Statistiques collectives
| Compétition     | Débute au tour  | Termine        | Matches joués | Gagnés | Nuls | Perdus | Buts pour | Buts contre | Différence |
| --------------- | --------------- | -------------- | ------------- | ------ | ---- | ------ | --------- | ----------- | ---------- |
| Division 1      | -               | 7e             | 38            | 15     | 12   | 11     | 41        | 40          | +1         |
| Coupe de France | 1/32e de finale | 1/8e de finale | 5             | 3      | 1    | 1      | 16        | 2           | +14        |
| Total           | -               | -              | 41            | 18     | 13   | 12     | 57        | 42          | +15        |

## Affluences
L'affluence à domicile du FC Nantes atteint un total :
- de 260.567 spectateurs en 19 rencontres de Division 1, soit une moyenne de 13.714/match.
- de 22.000 spectateurs en 2 rencontres de Coupe de France, soit une moyenne de 11.000/match.
- de 282.567 spectateurs en 21 rencontres toutes compétitions confondues, soit une moyenne de 13.360/match.

Affluence du FC Nantes à domicile